# Birgitta Nino-Larsson
Birgitta Nino-Larsson, född 7 mars 1911 i Västerås, död 2 december 1997 i Lidingö, var en svensk målare, tecknare och författare.
Hon var dotter till drätseldirektören Theofil Öberg och Beda Wahlström samt gift första gången 1933 med Erik Öhlin och andra gången från 1943 med köpmannen Ernst "Nino" Larsson (1910–1996). Hon studerade konst för Filip Månsson vid Tekniska skolan i Stockholm 1930 och vid Académie Colarossi i Paris 1933 samt under flera studieresor till Italien. Separat ställde hon ut en serie teckningar för barn på Galerie Catharina i Stockholm och tillsammans med Hjördis Landahl-Hammeleff ställde hon ut på Gävle museum. Hon medverkar i ett flertal samlingsutställningar bland annat i Nationalmuseums Unga tecknare 1941–1945 och Lidingösalongen. Som författare skrev hon barnböcker om figuren Pust som hon själv illustrerade dessutom illustrerade hon några andra författares verk. Hennes konst består till största delen av avbildningar av hennes egna barn i omedvetna poser samt bilder för barn huvudsakligen utförda i tusch eller blyerts.